# Вебли (револвер капислар)
Вебли револвер капислар (енгл. Webley Longspur revolver), британски револвер капислар из 19. века.

## Карактерисике

### Са отвореним рамом
За разлику од Адамсових револвера, који су доминирали на британском тржишту од 1851, револвери Џејмса Веблија већином нису имали конструкцију рама и цеви из једног дела, већ су имали тело из два дела са отвореним рамом, слично Колту. Код раних Веблијевих револвера су предњи део рама и цев чинили посебан део, причвршћен за задњи део рама преко осовине цилиндра, која је била интегрални део затварача. Код најранијих модела, осовина цилиндра била је везана за цев револвера попречним пљоснатим клином (који је пролазио кроз отвор на предњем делу испод цеви и на осовини цилиндра), као код Колта. Код каснијих модела предњи део био је везан за осовину цилиндра увртањем (навој на осовини увртао се у одговарајући уздужни  нарезани отвор испред цилиндра, испод цеви). Уз то, доњи део предњег дела био је повезан са задњим рамом испод цилиндра уздужним завртњем, који се могао заврнути или одврнути прстима.

### Са затвореним рамом
Неки Веблији су имали затворен рам из два дела, са траком која је повезивала рам изнад цилиндра, дајући им већу чврстину и отпорност. Предњи део рама имао је траку са горње стране цеви, која се пружала уназад изнад цилиндра и завршавала се клином који је улазио у одговарајући утор на затварачу. Предњи и задњи део рама били су повезани клином који је улазио у прорез испод цеви (на предњем делу) и пролазио кроз одговарајући прорез на осовини цилиндра (на задњем делу), излазећи на супротну страну, слично као код Колтова и старијих Веблијевих револвера.

## Спољашњи извори
- TAB Short: Webley-Bentley Percussion Revolver